# تريكاريبور
تريكاريبور هي بلدة صغيرة تقع في الجزء الجنوبي من منطقة كاساراجود التابعة لولاية كيرلا، الهند. يمتد طرفها الجنوبي أولافارا إلى بايانور في منطقة كانور.

## التركيبة السكانيّة
وفقًا لتعداد سكان الهند الصادر عام 2001، بلغ عدد سكان تريكاريبور 32,626 نسمة.

## الموقع الجغرافيّ
تقع تريكاريبور على ساحل بحر العرب، عند 12°15' شمالًا و 75°15' شرقًا. تعمل هذه البلدية كحدود فاصلة بين منطقة كاساراجود ومقاطعة كانور.

## المؤسسات التعليميّة:

### الكليات:
- معهد راجيف غاندي للصيدلة[3]
- كلية تريكاريبور للفنون والعلوم (TASC)[4]
- مدرسة إس إم إم كيه تي لتكنولوجيا المعلومات والتجارة.[5]

## روابط خارجية
- Trikarpur.com - أُطلق أول موقع إلكترونيّ لهذه القرية عام 2000  نسخة محفوظة 4 مارس 2016 على موقع واي باك مشين.